# Lebong Tambang
Lebong Tambang is een bestuurslaag in het regentschap Lebong van de provincie Bengkulu, Indonesië. Lebong Tambang telt 2054 inwoners (volkstelling 2010).